# Acampada Jove

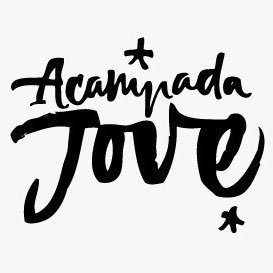
Logotipo de la Acampada Jove

La Acampada Jove es un festival político-musical organizado por las Juventudes de Esquerra Republicana (Jovent Republicà) cada verano desde el 1996. Según los organizadores se trata de un "punto de encuentro de la fiesta, de la música hecha en casa, de la música en catalán y de la música internacional con acento reivindicativo". Asimismo combina este carácter lúdico con la reivindicación política y social propia del ideario de las JERC; el independentismo y el socialismo.

## Historia
- 1996: primera edición (Arbucias, la Selva)
- 1997: segunda edición (Arbucias)
- 1998: tercera edición (Arbucias); tocaron Komando Moriles, Dr. Calypso, Gossos y Lax'n'Busto entre otros.
- 1999: cuarta edición (Arbucias, 15, 16 y 17 de julio); contó con la actuación de KOP, Brams, Opció k-95, Skacha, Oprimidos, Dr. Calypso, Obrint Pas , Dusminguet y Lax'n'Busto También se aumentó el área de acampada de la anterior edición y se ampliaron los servicios.[2]
- 2000: quinta edición (Arbucias); los principales grupos de la cartelera fueron Dr. Calypso, Els Pets, Skalariak y Brams.[3] Se calcula que asistieron más de 10.000 personas.[4]
- 2001: sexta edición (Arbucias); contó con las actuaciones de Sva-ters y Oprimidos. Aun así, se organizaron actividades y una manifestación bajo el lema "Contra la imPPosició, construimos un pueblo libre" aludiendo a la oposición de las JERC a gobierno español de José M. Aznar.
- 2002: séptima edición (Arbucias); según las JERC asistieron casi 20.000 jóvenes. Brams, Dr. Ring-Ding y Celtas Cortos fueron los principales grupos de la cartelera.[5]
- 2003: octava edición
- 2004: novena edición
- 2005: décima edición (San Celoni, Vallés Oriental); llegados al décimo aniversario de la Acampada optó por un cambio en la ubicación del festival. Desde la organización se asumió el reto de una nueva etapa y se escogió la ciudad de San Celoni como la nueva sede de la Acampada Joven, y también se cumplía en uno de los disparos distintivos del acontecimiento: permanecer dentro del espacio natural que lo ha visto nacer y crecer, el Montseny. Esta ciudad vio batir el récord de afluencia a la Acampada. Más de 36.000 personas compartieron las actividades musicales, culturales y políticas del encuentro.
- 2006: undécima edición (San Celoni, 13, 14 y 15 de julio); unos 38.000 jóvenes asistieron según la organización.[6] Los grupos más destacados de la cartelera fueron Boikot, Mezclado, Lax'n'Busto, Skalariak, Soziedad Alkoholika, Gossos y Companyia Elèctrica Dharma.[7]
- 2007: duodécima edición (San Celoni); Esta edición contó con Els Pets, Obrint Pas , Ojos de Brujo, Celtas Cortos y La Troba Kung-Fú entre otros. Según los organizadores asistieron unas 38.000 personas.[8]
- 2008: decimotercera edición (San Celoni); Fue la última Acampada Joven celebrada en Sant Celoni. De la cartelera destacaban Betagarri, Soziedad Alkoholika y Banda Bassotti. Los conciertos de la noche de sábado a domingo se tuvieron que suspender por cuestiones meteorológicas. Aun así, durante los tres días que duró (10, 11 y 12 de julio), pasaron por el festival unos 25.000 jóvenes según declaraciones a la prensa de Gerard Coca, el portavoz nacional de las JERC. Aun así, el primer día acogió el festival itinerante FesTOUR.[9][10]
- 2009: decimocuarta edición (Montblanch, días 16, 17 y 18 de julio); grupos como Els Pets, The Skatalites, Dr. Calypso, Banda Bassotti, Oprimidas, Reincidentes o Los Delinqüentes, trajeron la música al festival. asistieron unas 27.000 personas y la organización fue a cargo de unos 500 militantes de las JERC.[11][12]
- 2010: decimoquinta edición (Montblanch, días 15, 16 y 17 de julio); el 3 de junio de 2010 se presentó en Barcelona la que sería la 15.ª Acampada Joven, que se realizó por segundo año consecutivo en Montblanch durante los días 15, 16 y 17 de julio. Así, por la noche del jueves 15 tocaron Terratombats, Strombers, Muyayo Rif, La Pegatina, Kayo Malayo y el cantautor Miquel del Roig. El siguiente día lo hicieron Ojos de Brujo, Pepet y Mariquita, Los Delinqüentes, Che Sudaka y Horchata Sound System. Y en la última noche del sábado 17 tocaron Els Pets, Skatalà, Dr. Calypso, Banda Bassotti y Oprimidos. Por otro lado, a pesar de que no tocaron en esta edición la Companyia Elèctrica Dharma recibió un reconocimiento "por su trayectoria, por su calidad musical y por su compromiso con el país y la cultura". Además, entre las actividades lúdicas y los talleres políticos programados destacó un acto político central donde intervinieron el presidente de ERC Joan Puigcercós y el director y portavoz nacional de las JERC Gerard Coca. Según los organizadores durante los tres días de festival asistieron unas 25.000 personas.[13][14]
- 2011: decimosexta edición (Montblanch, días 14, 15 y 16 de julio); el 14 tocaron Skaparates, The Locos, Dr. Ring Ding, Bongo Botrako, La Perra Sorda y Búhos. El 15 por la noche Jeque!, Els Pets, Txarango, La Pegatina, Strombers y Miquel del Roig. Y la última noche lo hicieron Depto., Lax'n'Busto, Dr. Calypso, Modena, City Chalanes, Brams y Balkatalan Experience.[15]
- 2012: decimoséptima edición (Montblanch, días 12, 13 y 14 de julio); el 12 tocaron Kòdul, Canteca de Macao, La Pegatina, Brams y Kayo Malayo. El 13 lo hicieron Feliu Ventura, Els Amics de les Arts, Lax'n Busto, Bongo Botrako y La Gossa Sorda. Y en la última noche (día 14) actuaron Aspencat, Betagarri, Boikot, Strombers y Txarango. En el acto político central, que tuvo lugar el día 14,  participaron Mary Lou McDonald, Vicepresidenta del Sinn Féin, Oriol Junqueras, Presidente de Esquerra y Gerard Gómez de Moral, Portavoz Nacional de las JERC. Según datos de la organización en esta edición asistieron 29.000 jóvenes.[16][17][17]
- 2013: decimoctava edición (Montblanch, días 18, 19 y 20 de julio); el 18 tocaron Bad Manners, Boikot, Bongo Botrako, Kòdul, Jeque!, El Vecindario y Relamidos. El 19 por la noche: La Pegatina, Kayo Malayo, Reincidentes, Gossos, Aspencat, Blaumut y Quart Primera. La última noche lo hicieron Lax'n'Busto, Dr. Calypso, Alamedadosoulna, Strombers, Joan Dausà y los Tipos de Interés, Oprimidos y Pau Alabajos.[18]Escenario situado en "el espacio independencia" durante un concierto celebrado en la edición de la Acampada Joven de 2014

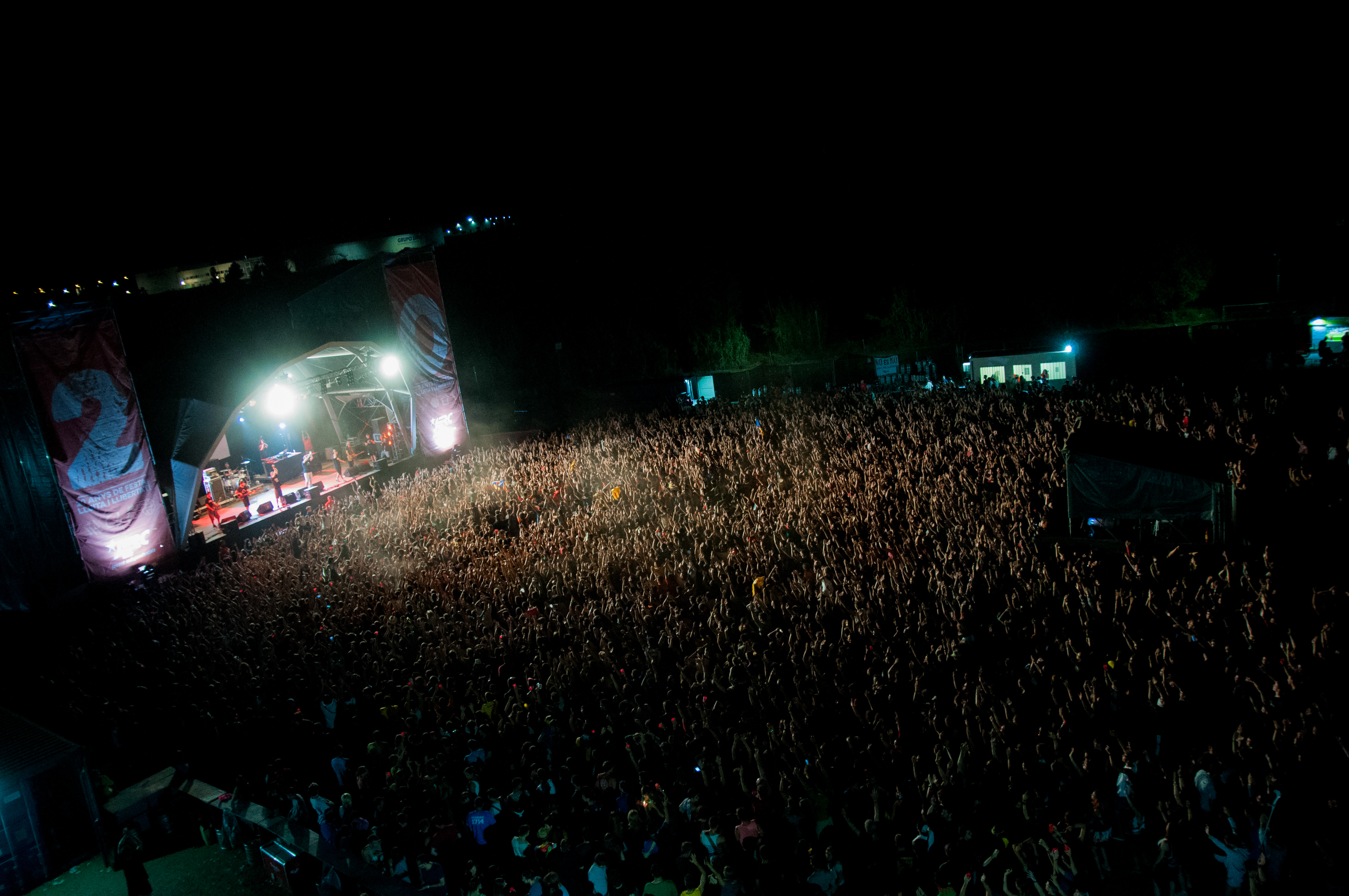
Escenario situado en "el espacio independencia" durante un concierto celebrado en la edición de la Acampada Joven de 2014

- 2014: decimonovena edición ((Montblanch, días 17, 18 y 19 de julio); el 17 tocaron Bonobos, Itaca Band, Kaoba, Pepet y Mariquita, Txarango y Pirat's Sound Sistema. El 19 fue el turno de Obesas, Green Valley, Aspencat, La Gossa Sorda y Ebri Knight entre otros. Clausuraron la acampada (noche del 19) Els Pets, Els Amics de les Arts y La Raíz. La dirección le dijo que fue la edición más multitudinaria de las que se habían hecho en Montblanch. El acto político central tuvo lugar el 19, con parlamento de Oriol Junqueras, Pep Andreu y el portavoz nacional de las JERC, Gerard Gómez.
- 2015: vigésima edición (Montblanch, días 16, 17 y 18 de julio); tocaron La Raíz, la Pegatina, Aspencat, la Gossa Sorda, els Catarres, Boikot, ZOO, Lax'n'Busto, Itaca Band, Strombers, Brams, Dr. Calypso, Búhos, Jeque!, Feliu Ventura con el Xerramequ y los Aborígenes, Auxilio, Atupa, Alquadrat, Doctor Prats, Hora de Juglar y Smoking Souls.[19]
- 2016: vigésima primera edición (Montblanch, días 14, 15 y 16 de julio); tocaron Son de la Chama, Miquel del Roig, La Barraca, Talco, la Raíz, Animal, Doctor Prats, DJ OGT, Sin Sal, Va de Bono, Lágrimas de Sangre, Green Valley, Aspencat, Búhos, Atupa, Tropical Riots, Bonobos, Obesas, Terrasseta de Preixens, Auxilio, Oques Grasses, Strombers, Ebri Knight, DJ Sendo. A esta edición asistieron más de 30.000 personas.[20]
- 2017: vigésima segunda edición (Montblanch, días 13, 14 y 15) tocaron los siguientes grupos destacados Miquel del Roig, Xeic!, JOKB, La Pegatina, Aspencat, Doctor Prats, La Terrasseta de Preixens, Cesk Freixas, Hora de Joglar, Segona Mà, Boikot, Els Amics de les Arts, Mellow Mood, Brams, Búhos, Ovella Xao, El Diluvi, Itaca Band, ZOO, Smoking Souls, Ebri Knight entre otros. Esta casi tuvo el mismo éxito que la anterior edición.
- 2018: vigésimo tercera edición (Montblanch, días 19, 20 y 21 de julio); la noche del jueves 19 tocaron Senyor Oca, La Raíz, Tremenda Jauría, Auxili, Setrill, Txarango, Porto Bello, Suu y Dj. OGT. La noche del viernes 20 tocaron Germà Negre, Xavi Sarrià y el cor de la fera, Prozak Soup, Els Catarres, Smoking Souls, Marcel Lázara y Júlia Arrey, Ebri Knight, Sense Sal y Tropical Riots PD's. La noche del sábado 21 tocaron Koers, Talco, Assekes, Búhos, Gemma Humet, Roba Estesa, VaDeBo, Doctor Prats, Valtònyc y Dj. Send0. Esta edición, según la organización y prensa, acogió más de 31.000 personas.  Acampada Jove, ed. (22 de julio de 2018). «L'Acampada Jove 2018 acull més de 31.000 joves» (en català). Archivado desde el original el 7 de mayo de 2019. Consultado el 30 de abril de 2020.
- 2019: vigésimo cuarta edición (Montblanch, días 18, 19 y 20) tocaron los siguientes grupos destacados Green Valley, Doctor Prats, El Diluvi, Miquel de Roig, Adala & The same song band, Andana, Pupil·les, Sense sal, PD Ixentes, ZOO, Búhos, Tribade, uxili, Huntza, Alidé Sans, Júlia Colom, La otra & Las locas del co., Koers, Ricard Cendra, Oques Grasses, Boikot, Lildami, JU, Train to roots, Obeses, Strombers, Ivette Nadal, JoKB, Tropical Riots PD's. Esta edición, según la organización y prensa, acogió a más de 27.000 personas.